# 武器よさらば (映画)
『武器よさらば』（ぶきよさらば、原題：A Farewell to Arms）は、1957年のアメリカ合衆国の恋愛映画。監督はチャールズ・ヴィダー、出演はロック・ハドソンとジェニファー・ジョーンズなど。原作はアーネスト・ヘミングウェイの小説『武器よさらば』。
同原作小説は1932年にフランク・ボーゼイジ監督、ゲイリー・クーパー、ヘレン・ヘイズ主演で『戦場よさらば』として映画化されており、本作はそのリメイクである。

## キャスト
| 役名                                                          | 俳優                         | 日本語吹替                                                                              |
| 役名                                                          | 俳優                         | NETテレビ版                                                                             |
| ------------------------------------------------------------- | ---------------------------- | --------------------------------------------------------------------------------------- |
| フレデリック・ヘンリー中尉 （イタリア軍に志願したアメリカ人） | ロック・ハドソン             | 井上孝雄                                                                                |
| キャサリン・バークレー （従軍看護婦）                         | ジェニファー・ジョーンズ     | 里見京子                                                                                |
| アレッサンドロ・リナルディ少佐 （イタリア人軍医）             | ヴィットリオ・デ・シーカ     | 久松保夫                                                                                |
| ヴァン・キャンペン （院長）                                   | マーセデス・マッケンブリッジ | 関弘子                                                                                  |
| ガリ神父                                                      | アルベルト・ソルディ         | 宮川洋一                                                                                |
| ボネロ                                                        | カート・カズナー             | 渡部猛                                                                                  |
| アイモ                                                        | フランコ・インテルレンギ     | 大竹宏                                                                                  |
| パッシーニ                                                    | レオポルド・トリエステ       | 富山敬                                                                                  |
| エメリッヒ医師                                                | オスカー・ホモルカ           | 舘敬介                                                                                  |
| スタンピー                                                    | ホセ・ニエト                 | 寺島幹夫                                                                                |
| 大佐                                                          | ヴィクター・フランセン       | 小林修                                                                                  |
| ヘレン・ファーガソン （看護婦）                               | エレイン・ストリッチ         | 花形恵子                                                                                |
| ナレーション                                                  | N/A                          | 矢島正明                                                                                |
| 不明 その他                                                   |                              | 月まち子 水島晋 仲村秀生 原田一夫 村越伊知郎 緑川稔 村松康雄 北見順子 渡辺典子 沢田敏子 |
| 日本語吹替版スタッフ                                          |                              |                                                                                         |
| 演出                                                          | 演出                         | 小林守夫                                                                                |
| 翻訳                                                          | 翻訳                         | 木原たけし                                                                              |
| 効果                                                          |                              |                                                                                         |
| 調整                                                          |                              |                                                                                         |
| 制作                                                          | 制作                         | 東北新社                                                                                |
| 解説                                                          | 解説                         | 淀川長治                                                                                |
| 初回放送                                                      | 初回放送                     | 1969年10月19日 『日曜洋画劇場』                                                         |

※日本語吹替音声（計約89分）はDVDに収録。

## 作品の評価

### 映画批評家によるレビュー
Rotten Tomatoesによれば、13件の評論のうち高評価は8%にあたる1件のみで、平均点は10点満点中3.9点となっている。

### 受賞歴
| 映画祭・賞   | 部門       | 候補                     | 結果       |
| ------------ | ---------- | ------------------------ | ---------- |
| アカデミー賞 | 助演男優賞 | ヴィットリオ・デ・シーカ | ノミネート |